# 奶油犬
奶油犬（日语：バター犬）是指將奶油抹在身體性感帶（例如乳頭、陰部等），讓犬隻舔舐以獲得快感，這些狗被用作是自慰的工具，屬於人獸性行為的一種方式。另外，貓舌頭因爲有類似刷子般的倒刺，會造成不一樣的觸感，所以也有飼主利用貓隻來從事這種行爲。

## 詞源
「奶油犬」一詞源於日本，尤其是指有這種行為的女性。這個詞語最初是出現在漫畫家谷岡泰次作品中的角色，牠被描繪成是一隻「喜歡舔舐女性胯下」、性格粗俗卑劣的狗。 「狗」在日本文化中，也有「好色老頭」的負面涵義。
在中文的用法，後又衍伸為情夫的代稱。

## 行爲問題

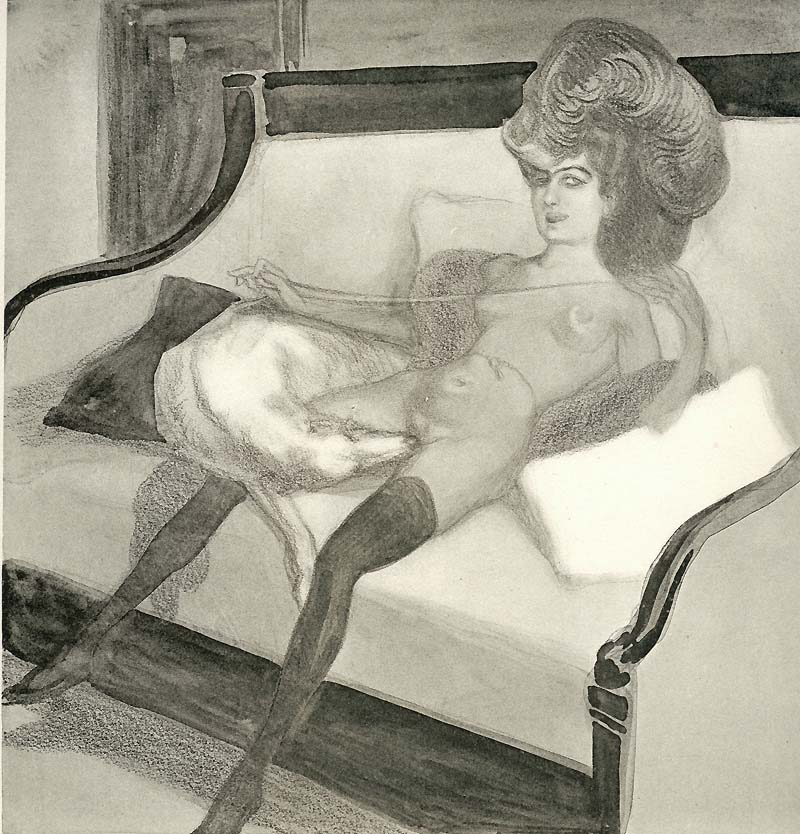
頹廢主義運動的情色繪畫

動物爲人類口交是屬於人獸性行為的方式， 在許多社會上是禁忌和違法的行爲，會給大衆帶來負面的印象。
這種行爲是利用寵物心理學的觀點，飼主用撫摸寵物、給予玩具或食物來達到獎勵和強化訓練的目的，只不過是把獎勵品換成是抹拭在身上的奶油；由於長期舔舐奶油會對寵物的健康造成壞影響，動物保護組織認爲這已經是罔顧動物們的意願，強迫牠們爲人類服務，形同於虐待動物。
在衛生问题上，由於狗的口腔內帶有細菌，所以这种行为可能有潜在的危险。此外，飢餓的犬隻也可能在舔舐奶油時不慎咬傷人體。